# Низкий ключ
Портре́т в тёмной тона́льности (Ни́зкий ключ англ. Low-key lighting) — разновидность графической техники в искусстве (изобразительное искусство, фотография, кинематограф), применяемая для художественного выражения автора, спецэффектов или в технических целях, характерной особенностью которой является незначительная контрастность тёмных тонов и полное отсутствие или незначительное присутствие светлых тонов на изображении. Требуемый эффект может достигаться во время съёмки, при проявке или печати, а также обработке в графическом редакторе. При этом изображение в низком ключе является противоположностью снятого в высоком ключе. Его также важно не путать с высококонтрастными снимками, где присутствуют только крайние проявления цветовых тонов, как очень светлых, так и очень тёмных, с крайне небольшим количеством промежуточных.

## История
Название техники происходит от понятия рисующего света (англ. key light, досл. «ключевой свет»).
В Советской фотошколе, последователями которой являются преподаватели фотографии операторского факультета ВГИКа Фельдман Яков Давыдович и Курский Леонид Дмитриевич, считают, что при съёмке в тёмной тональности в кадре не должно быть тонов светлее тёмно-серого. Однако в зарубежных фотошколах и в современной российской таких жёстких ограничений нет.

## Технология
Любой снимаемый сюжет состоит из участков с различной яркостью, благодаря отличиям в отражательной способности разных объектов съёмки и светотеневому рисунку от съёмочного освещения. Для правильного отображения всех участков снимаемой сцены необходимо точное дозирование количества света, получаемого светоприёмником. Экспозиция должна быть такой величины, чтобы позволить фотоматериалу с определённой светочувствительностью получить количество света, необходимое для воспроизведения максимального диапазона сюжетно важных яркостей в пределах доступной шкалы. Светочувствительность — это сенситометрическая характеристика любого светочувствительного элемента. Чем больше светочувствительность матрицы (фотоплёнки, фотобумаги), тем меньшая требуется экспозиция.
Обычно главным критерием при измерении яркости света, отражённого от объектов съёмки, считается правильность отображения тона человеческой кожи, главным образом, лица. Поэтому, все экспонометрические устройства калибруются таким образом, чтобы отображать корректный результат при измерении света, отражённого от кожи людей европейской расы. В некоторых случаях в качестве тест-объекта может служить «серая карта» с калиброванной отражательной способностью в 18 %. Такой серый цвет является точкой отсчёта для определения тональности, в фотографии он именуется англ. midl key и считается стыком между 5 и 6 зонами шкалы Адамса. Нормальная экспозиция кадра хорошо прорабатывает 2 ступени (зоны экспозиции) вверх плюс чисто-белый цвет и 3 ступени вниз плюс чисто-чёрный цвет.
Недостаточная экспозиция (недодержка) приводит к получению тёмного — недоэкспонированного — изображения, в котором отсутствуют детали в тёмных участках (тенях) объекта съёмки, а иногда изображение отсутствует вообще, что, например, в фотожурналистике обычно считается браком. Однако умеренная недодержка (смещение Ключа в тёмную сторону) позволяет получить изображение в низком ключе. При передержке можно получить обратный эффект — изображение в стиле высокого ключа.
Изображение считается выполненным в низком ключе, если его тональное решение соответствует условию, что светлые участки изображения не выходят за пределы второй тёмно-серой ступени семиступенчатой шкалы плотностей Семиступенчатая шкала строится на основе 10-ступенчатой шкалы Адамса путём вычленения пяти ступеней освещения, что соответствует оптимальному визуальному контрасту, и переводом (сжатием) остальных ступеней в чисто-чёрную и чисто-белую зоны.
* Римскими цифрами обозначены градации серого, 0 соответствует уровню вуали:
| 0 | I | II | III | IV | V | VI | VII | VIII | IX | X |

| 0 | I | II | III | IV | V | VI | VII |

## Техники выполнения

### Оптическая при съёмке
Основными составляющими для съёмки в низком ключе являются освещение, главный объект съёмки, фон и настройки камеры.
Освещение играет значительную роль — требуется точечный источник освещения, создающий жёсткие тени и высокий контраст. В качестве второго источника может использоваться заполняющий свет или отражатель, который регулирует уровень контраста изображения.
Главный объект съёмки должен быть контрастным и иметь преимущественно тёмные тона. Низкий ключ, как и высокий, часто применяют в жанре портрета. В таком случае желательно, чтобы фотографируемая модель имела определенные внешние данные: тёмные волосы, тёмный оттенок кожи, тёмную одежду.
Фон по яркости должен быть таким же или менее ярким, чем объект съёмки. В качестве фона может применяться бумага чёрного цвета (без стыков) или чёрная ткань. Чтобы фон оставался тёмным, источник света поворачивают от фона так, чтобы направленный луч света освещал только нужную область объекта.
Настройки камеры являются четвёртой составляющей при съёмке в низком ключе. Необходимо сделать экспокоррекцию на несколько ступеней ниже автоэкспозиции за счёт уменьшения выдержки, значения светочувствительности ISO или закрытия диафрагмы. При этом для удобства в камере, оснащённой функцией контрастной фокусировки, можно включить отображение гистограммы в режиме предпросмотра в реальном времени.

#### Возможные ошибки
- избыточная яркость освещения
- неправильные настройки экспозиции автоэкспонометром

### Цифровая коррекция
Использование компьютерных программ — фоторедакторов — позволяет изменять тональность снимков уже после того, как они были сохранены в файл. Многие программы (например, Adobe Photoshop и GIMP) имеют специальные средства, предназначенные для коррекции экспозиции как в целом изображения, так и отдельных участков. Во время редактирования снимка можно пользоваться гистограммой. Для создания соответствующего эффекта изображение может быть обесцвечено.

### Коррекция при фотопечати
Коррекция тональности снимка возможна при оптической фотопечати с негативов в фотолаборатории.

## Применение
В фотографии низкий ключ чаще всего применяется при съёмке портретов мужчин и пожилых людей, а также ночных пейзажей и натюрмортов. Передаёт драматичное и сдержанное настроение.

## Низкий ключ в киноискусстве
Эффект низкого ключа часто применяется в фильмах в стиле нуар и в фильмах ужасов для передачи атмосферы пессимизма, недоверия, разочарования, страха и цинизма. Обычно используется для ночных сцен.

## Список фильмов со сценами в низком ключе
- На опасной земле (1951 год)